# Nemoria priscillae
Nemoria priscillae är en fjärilsart som beskrevs av Linda M. Pitkin 1993. Nemoria priscillae ingår i släktet Nemoria och familjen mätare. Inga underarter finns listade i Catalogue of Life.